# Hedotettix sobrinus
Hedotettix sobrinus är en insektsart som beskrevs av Bolívar, I. 1887. Hedotettix sobrinus ingår i släktet Hedotettix och familjen torngräshoppor. Inga underarter finns listade i Catalogue of Life.